# Бернхард IV (маркграф Баден-Дурлаха)
Бернхард IV Баден-Дурлахский (февраль 1517 — 20 января 1553, Пфорцхайм, Карлсруэ) — маркграф Баден-Дурлаха с 26 сентября 1552 года до своей смерти.
Второй сын маркграфа Эрнста и его первой жены Елизаветы Бранденбург-Ансбахской.

## Жизнь
Как и его старшему брату Альбрехту, Бернхарду приписывают развратный стиль жизни и описывают его диковатым человеком. Его плохая репутация загубила переговоры между его отцом и герцогом Клевским, братом четвёртой жены короля Англии Генриха VIII по поводу женитьбы Бернхарда на другой сестре герцога, Амалии. В 1537 году он выступил против предлагаемого разделения территории своего отца среди его сыновей и, в частности, против наследственных прав своего единокровного брата Карла II, утверждая, что второй брак его отца был морганатическим. После того, как его брат Альбрехт умер в 1542 году, его отец простил ему прежнюю непокорность ёи пообещал, что он унаследует Нижний Баден.
В 1540 году он приобрёл гражданство города Базеля. Он также задолжал городу деньги.
Он правил Нижним Баденом с городами Пфорцхайм и Дурлах с 26 сентября 1552 года до своей смерти, в то время как его Карл II правил Верхним Баденом. Однако его правление длилось всего несколько месяцев, поскольку он неожиданно скончался 20 января 1553 года. Он был похоронен в Соборной церкви в Пфорцхайме.